# 南英吉利 (愛荷華州)
南英吉利（英語：South English）是一個位於美國愛荷華州基奧卡克縣的城市。

## 地理
南英吉利的座標為41°27′08″N 92°05′23″W / 41.45222°N 92.08972°W，而該地的平均海拔高度為256米（即840英尺）。

## 人口
根據2010年美國人口普查的數據，南英吉利的面積為0.78平方千米，當中陸地面積為0.78平方千米，而水域面積為0.00平方千米。當地共有人口212人，而人口密度為每平方千米271人。